# Liste von Zuflüssen der Garonne
Die Liste von Zuflüssen der Garonne enthält die wesentlichen Nebenflüsse der Garonne, einem Fluss mit einer Gesamtlänge von etwa 572 Kilometer, der in Nord-Spanien und Südwest-Frankreich verläuft. Der Fluss entspringt in den katalanischen Pyrenäen, fließt gut 43 Kilometer auf spanischem Gebiet und erreicht dann Frankreich. Auf den folgenden rund 529 Kilometern verläuft er über Toulouse nach Bordeaux, wo er sich mit der Dordogne zum Ästuar Gironde vereinigt und in den Atlantik mündet. Die Gironde wird in die Gesamtlänge des Flusses nicht eingerechnet, da sie als Ästuar bereits zu den Meeresgewässern zählt.

## Die größten Garonne-Zuflüsse
| Reihen- folge | Name        | Mündungsseite | Mündungsort                 | Länge (km) |
| ------------- | ----------- | ------------- | --------------------------- | ---------- |
| 01            | Neste       | links         | Montréjeau                  | 073        |
| 02            | Salat       | rechts        | Roquefort-sur-Garonne       | 075        |
| 03            | Arize       | rechts        | Carbonne                    | 084        |
| 04            | Louge       | links         | Muret                       | 0100       |
| 05            | Ariège      | rechts        | Portet-sur-Garonne          | 0163       |
| 06            | Touch       | links         | Toulouse                    | 075        |
| 07            | Hers-Mort   | rechts        | Grenade                     | 089        |
| 08            | Save        | links         | Grenade                     | 0144       |
| 09            | Gimone      | links         | Castelferrus                | 0136       |
| 010           | Tarn        | rechts        | Moissac                     | 0380       |
| 011           | Arrats      | links         | Saint-Loup                  | 0162       |
| 012           | Barguelonne | rechts        | Golfech                     | 061        |
| 013           | Auroue      | links         | Saint-Nicolas-de-la-Balerme | 062        |
| 014           | Séoune      | rechts        | Boé                         | 065        |
| 015           | Gers        | links         | Layrac                      | 0175       |
| 016           | Auvignon    | links         | Feugarolles                 | 056        |
| 017           | Baïse       | links         | Saint-Léger                 | 0188       |
| 018           | Lot         | rechts        | Aiguillon                   | 0485       |
| 019           | Avance      | links         | Gaujac                      | 056        |
| 020           | Dropt       | rechts        | Caudrot                     | 0132       |
| 021           | Ciron       | links         | Barsac                      | 097        |

## Weitere größere Zuflüsse
Die sonstigen Zuflüsse zwischen 15 und 50 km Länge sind (Reihenfolge in Fließrichtung):

### Rechte Zuflüsse
Río Unhòla (in Spanien),
Ger, Volp, Aunat, Rafié, Mondot, Masse d’Agen, Bourbon, Masse de Prayssas, Tolzac, Trec de la Greffière, Gupie, Euille, Pimpine, Gua (in Frankreich)

### Linke Zuflüsse
Pique, Ourse, Lavet, Soumès, Noue, Bernès, Saudrune, Aussonnelle, Saint-Pierre, Nadesse, Lambon, Tessonne, Sère, Ayroux, Estressol, Ourbise, Tareyre, Lisos, Bassanne, Beuve, Barboue, Gat-Mort, Saucats, Eau Blanche, Jalle (in Frankreich)